# 张群英
张群英（1966年—），广东罗定人，汉族，中华人民共和国政治人物、第十二届全国人民代表大会广东地区代表。
毕业于广东省罗定市泗纶镇泗纶中学。2013年，担任全国人大代表。